# Камчатська затока
Камчáтська затóка (рос. Камчатский залив) — затока Тихого океану, у східній частині півострова Камчатка, Камчатського краю (Росія).

## Географія
Затока розташована між Камчатським, на півночі та Кроноцьким, на півдні півостровами півострова Камчатка, третя за рахунком у напрямку на північ від Петропавловська-Камчатського, після Авачинської та Кроноцької заток. На схід від затоки через Камчатську протоку лежать Командорські острови.
Камчатська затока вдається в сушу на 74 км. Ширина її становить близько 148 км, максимальна глибина до 2 тис. м. Припливи неправильні добові, до 2 м. Береги низовинні, малозаселені. На північному узбережжі, в гирлі річки Камчатка, знаходиться порт Усть-Камчатськ.
У затоку впадає кілька десятків річок, найбільші із них (з півночі на південь): Камчатка (758 км), Третя (33 км), П'ята (52 км), Бистра (54 км), Андріановка (80 км), Сторож (110 км), Мала Чажма (75 км), Велика Чажма (48 км).

## Історія
Затока була відкрита Вітусом Берингом у 1729 році, під час його Першої Камчатської експедиції.

### Топографічні карти
- Аркуш карти O-58 Усть-Камчатськ. Масштаб: 1:1 000 000. Видання 1989 р.
- Лист карти N-57 Петропавловськ-Камчатський. Масштаб: 1:1 000 000. Видання 1967 р.
- Лист карти N-58 Командорські о-ви. Масштаб: 1:1 000 000. Видання 1990 р.